# Галерное рабство

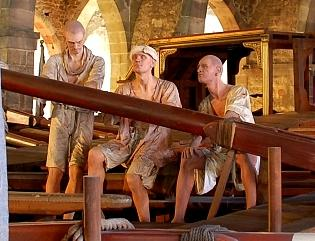
Рабы на вёслах — диорама Барселонского морского музея

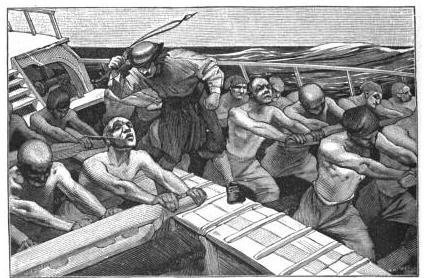
«Галерные рабы». Рисунок из учебника по истории Франции

Галерное рабство (старорус. вѣчныя галеры) — исторически распространённая форма рабства, а также форма наказания, распространённая в античности, средневековье и новое время, аналог современного пожизненного заключения. При этом, несмотря на своё название, явление существовало задолго до появления галер и было распространено в странах, городах-государствах и орденах, которые имели гребные флоты.

## История

### Античность
К привлечению рабов на свои суда прибегали в древней Греции, Риме, Карфагене и Византии. Чтобы рабы не восстали и не разбежались, им обещали свободу «после победы». Победы, разумеется, не наступало, и рабы оставались на своих кораблях неопределённо долго. Галерные рабы нередко становились жертвами лишений, голода и эпидемий. Ссылка на галеры как наказание стало широко употребляться в Восточной Римской империи, византийцы называли гребцов на галерах «каторжниками», «галерниками» и «галерными» (лат. katorgiki, galearii), независимо от того будь то раб или осужденный. Экипаж гребных судов подразделялся на три основных класса: гребцов, матросов и морских пехотинцев. Высшим классом были морские пехотинцы, они были вооружены и носили доспехи. Матросы не гребли, но должны были выполнять всю другую работу. Отдельно от матросов были судовые музыканты, которые дублировали музыкой поданные капитаном команды для экипажа и задавали ритм гребцам, на галере обязательно был барабанщик, отбивающий такт гребли. Гребцы составляли самый низший класс, их работа была самая трудная и утомительная. По продольному мостику («корреа») ходил погонщик и бил кнутом гребцов. Гребцы были прикованы цепью за ногу пожизненно, с момента прихода на судно до смерти. При гибели галеры никто не заботился о судьбе рабов, прикованные гребцы тонули вместе с судном.

### Средневековье и Новое время

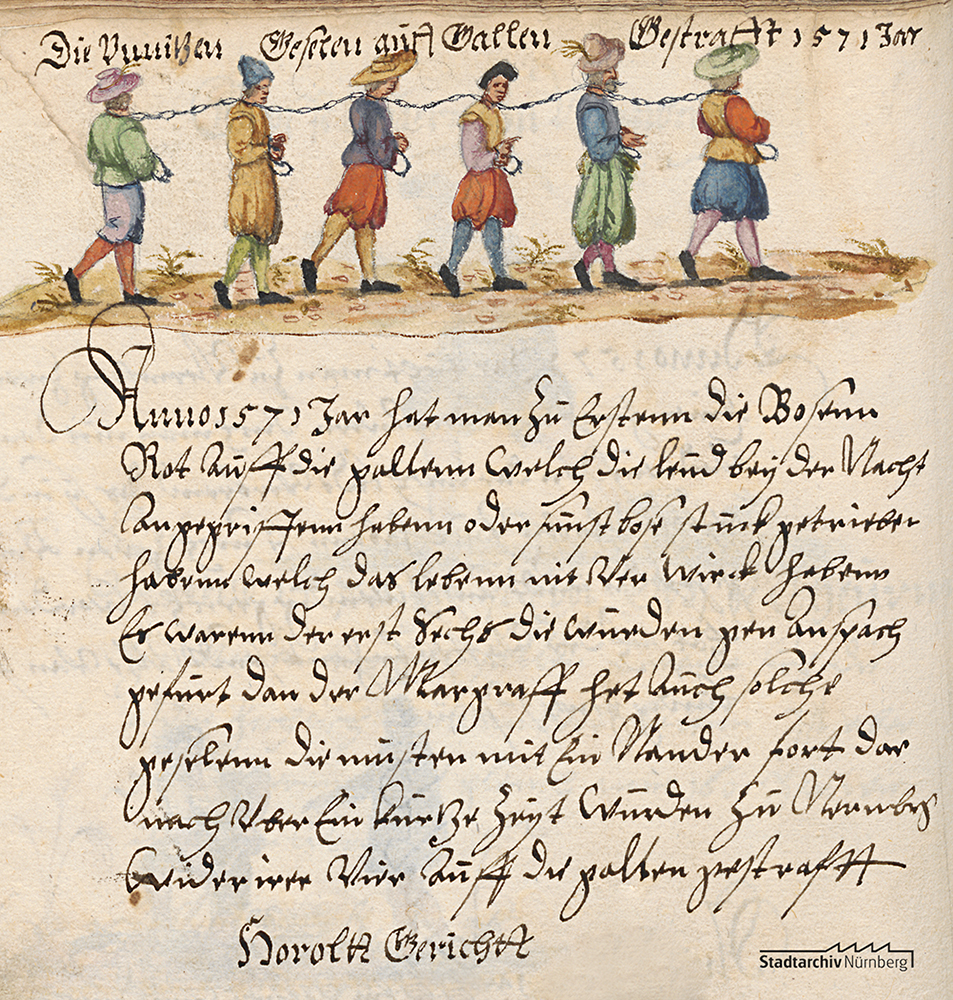
Рабов уводят на галеры. Иллюстрация из Нойбауэрской хроники (1601)

Гребная палуба на турецкой галере. Стамбульский военно-морской музей

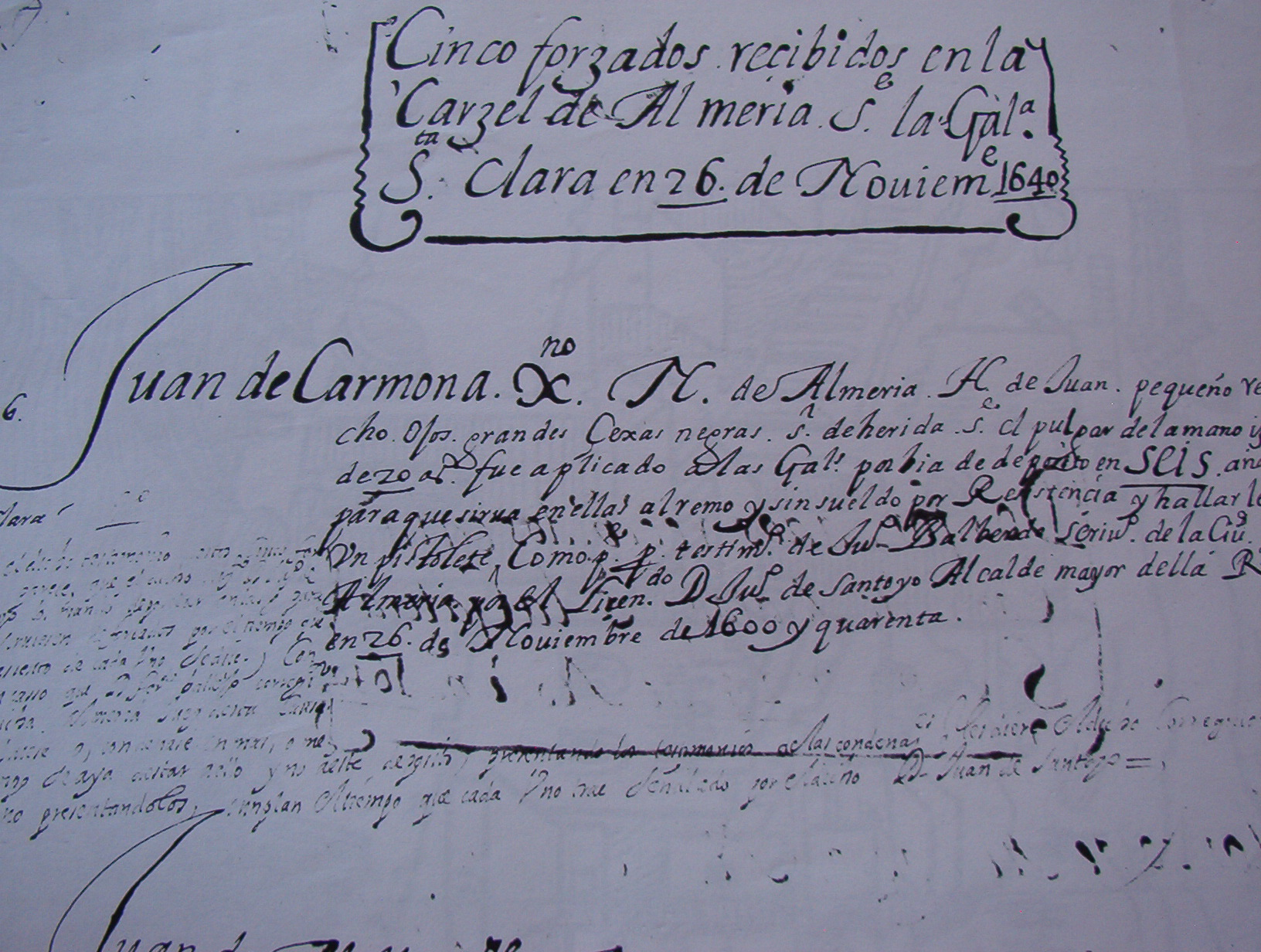
Накладная о получении галерой «Санта-Клара» пяти узников из тюрьмы города Альмерия (1640)

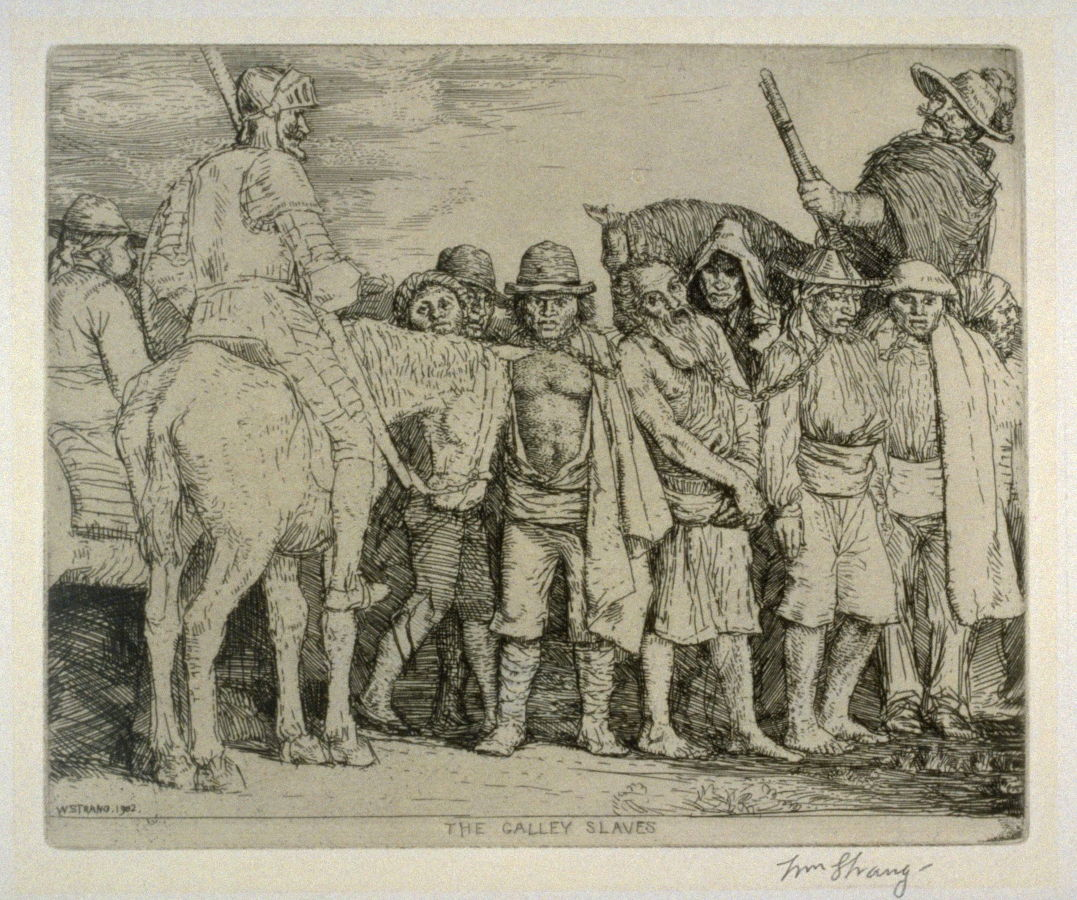
Дон-Кихот спасает осужденных к галерам

В силу своих мореходных свойств, галеры годились только для Средиземного моря, поэтому и распространялись они, главным образом, в регионе Средиземноморья, и, главным образом, только в прибрежной зоне. Галерные флоты широко распространились по Европе во время крестовых походов, их завели итальянские республики, Испания и Франция, в Новое время они пришли в Чёрное, Азовское, Балтийское и Северное моря, а также в американские колонии. В итальянских республиках сосланных на галеры именовали «форцатами» (forzati) для отличия от принудительно мобилизованных в гребцы членов низших слоёв населения или нанятых за деньги представителей городских низов, именовавшихся соответственно «галеотами» или «ремигантами» (galeotti, remiganti).

#### Европа и Россия
В средневековой Европе и в Новое время на галеры стали массово ссылать разного рода протестантов, еретиков, морисков, включая священников, а также непослушных королевских подданных (см. Куруцы). Кроме религиозных меньшинств, рабами на галеры за «бродяжничество» отправляли обедневших бездомных крестьян, а также цыган (см. Эрроминчела).
К несению гребной повинности на которых во флоте Османской империи привлекали пленённых иноверцев и рабов, а во флотах итальянских городов-государств, Франции и России — провинившихся солдат и некоторые другие категории рядового населения. В России в ходе петровских реформ для различных дезертиров, беглых солдат или рекрутов, а также виновных в разбазаривании фуража и провианта была введена ссылка на галеры. Кроме военных к пожизненной ссылке на галеры подлежали раскольники и помещики, утаившие «крестьянские души» от государевой переписи, крепостные, сбежавшие от своих помещиков, и утаивавшие их, а равно лица, не имевшие прописки или предоставившие убежище таким лицам. Такие же наказания в виде пожизненной ссылки на галеры одновременно с клеймлением лилий на щеках, обрезанием носа и ушей перед строем части (чтобы галерники впоследствии не смогли сбежать и укрыться среди населения) содержались в военном кодексе Людовика XIV для дезертиров и уклоняющихся от военной службы, членовредителей из числа солдат, а также гражданских лиц, занимающихся укрывательством беглых солдат, — эти ордонансы повлияли на принятие Петром I аналогичных мер в русской армии, только вместо отрезания носа в русской армии было введено вырывание ноздрей. При Петре I было построено свыше трёхсот галер, главным образом длинных, венецианского типа, а также укороченных, именуемых скампавеями. Первоначально гребцами на галеры стали набирать преступников и военнопленных, но очень скоро стало ясно, что их числа не хватит, чтобы укомплектовать весь стремительно строившийся петровский гребной флот, поэтому по указу Петра на галеры стали мобилизовывать солдат пехотных полков русской императорской армии и к началу 1714 года две трети судовых экипажей состояли из пересаженных на галеры солдат. Гребцы на российских галерах приковывались. Пока галера находилась в море, каждый гребец был в кандалах и наручниках, и приковывался к своей банке (т. е. доске, на которой он сидел и грёб). Спали гребцы на палубе между банками, куда на ночь постилался войлок.
При этом, как Пётр I, так и Людовик XIV бережно относились к офицерам и перечисленные наказания распространялись только на рядовых солдат. На французских галерах существовала специальная офицерская должность — «капитан рабов», для офицера, надзирающего за галерными гребцами (capitaine des esclaves). Во Франции ссылка на галеры сопровождалась плетьми, клеймлением. Со времён Франциска I ссылка на галеры во Франции стала сопровождаться политической смертью и конфискацией имущества. При Людовике XIV «ссылка на галеры» стала означать не только само галерное рабство как таковое, но также и каторжные работы на суше без фактической отправки осужденных на какие-либо морские суда. После революции 1791 года юридический термин «ссылка на галеры» вышел из французского законодательства до прихода к власти Наполеона, после чего термин вернули и продолжали клеймить преступников лигатурой «GAL» ещё несколько десятилетий после наполеоновского правления.
Победа венецианского флота над османским в Дарданелльской битве привела к освобождению более пяти тысяч галерных рабов-христиан.
Крымско-ногайские набеги на Русь служили в том числе для набора гребцов на галеры. Когда султан распоряжался строить новые галеры он непременно приказывал своим крымским вассалам совершить очередной набег и привести определённое количество ясыря, т. е. рабов на галеры. Периодически случались захваты галер запорожскими казаками и освобождения рабов.
Императрица Екатерина II путешествовала в Крым и по Волге прежде всего на галерах.
Площадь Труда и пролегающая неподалёку Галерная улица в Санкт-Петербурге была местом жительства и работы галерных рабов царского времени, откуда их конвоировали вдоль набережной Невы по Малой першпективе и Шкиперскому протоку в Галерную гавань на галеры.

#### Северная и Южная Америка
На канадские и американские галеры колониального периода и периода войны за независимость гребцами набирали рабов — негров, мулатов и индейцев. Рабы либо сдавались капитану корабля в аренду, продолжая оставаться собственностью своего сухопутного хозяина, либо продавались, что обходилось флотской казне существенно дороже. Периодически рабы сбегали со своих галер, рабовладельцы и охотники за рабами, а с конца 1780-х гг. ещё и маршальская служба, отлавливали их таким же образом, как рабов, сбежавших с плантаций. В случае смерти владельцев, если никто не заявлял права наследования, галерные негры переходили в собственность штата. В случае захвата вражеской галеры, рабы переходили в собственность захватившей стороны, захваченным имуществом распоряжался адмиралтейский суд, захваченные корабли вместе с галерными рабами на борту выставлялись на торги, где продавались с аукциона. Впоследствии, в американской историографии стало принято называть их «чёрными патриотами» или «цветными патриотами», а также «забытыми патриотами» (black patriots, colored patriots, forgotten patriots). В португальских и испанских колониях так же практиковалось галерное рабство.

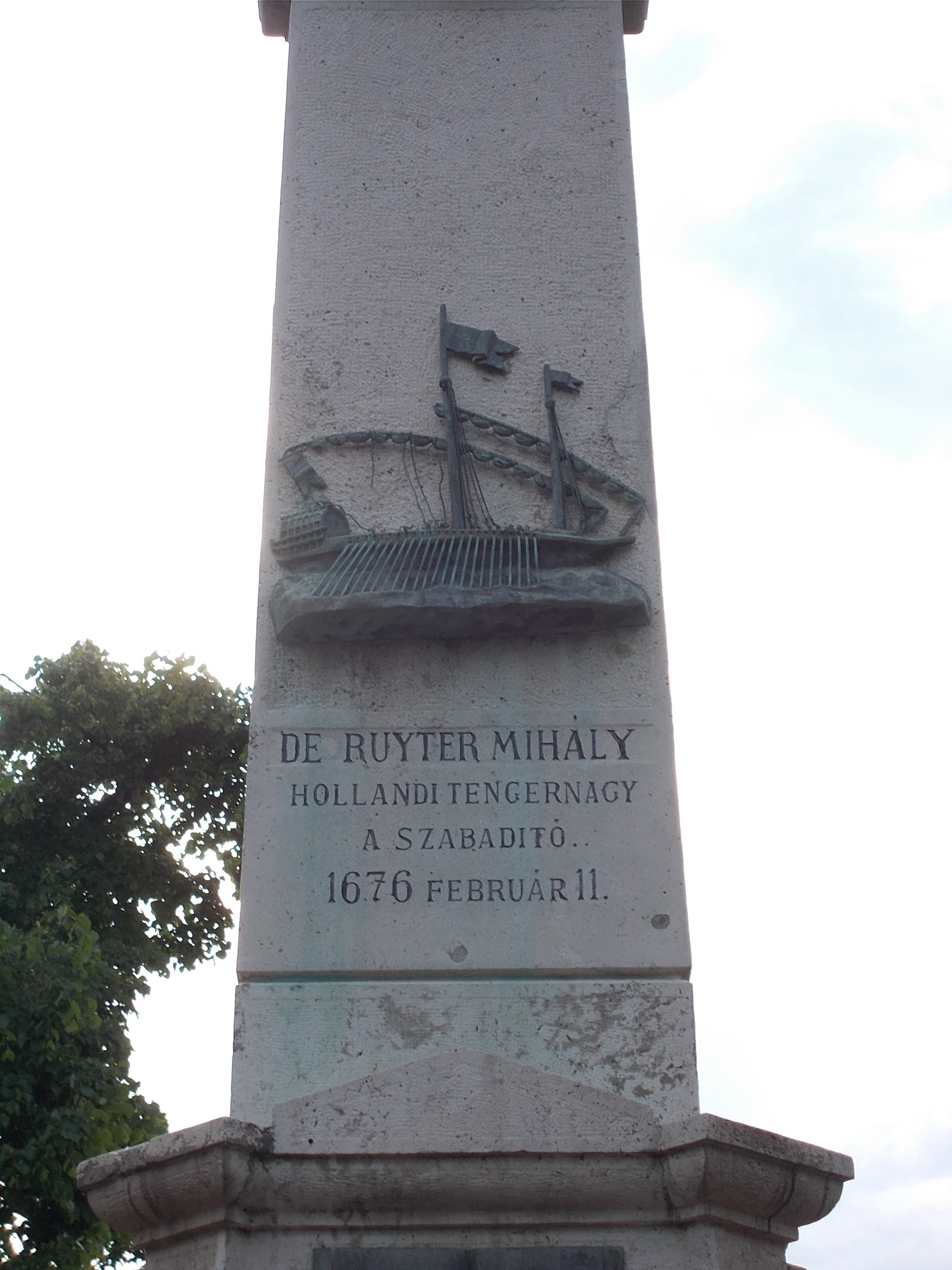
Фрагмент мемориала галерным рабам-протестантам и освободившему их Михилу де Рёйтеру в Дебрецене

### Конец галерного рабства
Ссылка на галеры как форма наказания просуществовала до середины XIX века (так, французский протестантский богослов Аженор де Гаспарен в 1852 году ездил в Тоскану, чтобы добиться освобождения супругов Розы и Франческо Мадиаи, сосланных на галеры за переход в протестантство). С широким внедрением пароходов галерные флоты прекратили существование.

## Известные галерные рабы
- Жан Алар[англ.]
- Франческо Андреини
- Аврам Ардзивян
- Александр Балабан
- Арудж Барбаросса
- Бейбарс
- † Иван VIII Бруно[англ.]
- Иван Болотников
- Жан Паризо де ла Валетт
- Иван Вергунёнок
- Фрэнсис Верни[англ.]
- Вацлав Вратислав[чеш.]
- Николя Гомберт
- Полковник Дячко
- Фёдор Иванов
- Антонио Кабелла
- Андроник Кантакузин[англ.]
- Самойло Кошка
- Питер Кургенвен[англ.]
- Лже-Себастьян I
- Жан Мартель[англ.]
- Джаним Ходжа Мехмед-паша[англ.]
- Антони де Монсеррат
- Шарль Морван
- Иван Наумов
- Элиас Но[англ.]
- Джон Нокс
- Клаудио Пари
- Василий Полозов
- Мигель Сервантес
- Осип Сипягин
- Иван Сулима
- † Мелкон Тазпазян
- Агостино Тасси
- Тургут-реис
- Улуч Али
- Жан Фабр[фр.]
- Пит Питерсон Хайн
- Джоб Хартоп[англ.]
- Богдан Хмельницкий
- Бернардо Ченчи
- Януш Шимонидес[англ.]
- Якоб Роберт Штайгер

Были приговорены к галерам, но избежали наказания
- Туссен ле Жюж[англ.]
- Николя Ламотт
- Луи Мандрен
- Шарль Патен[англ.]
- Пьер Антуан Сент-Илер

† — умерли в рабстве.

## В культуре

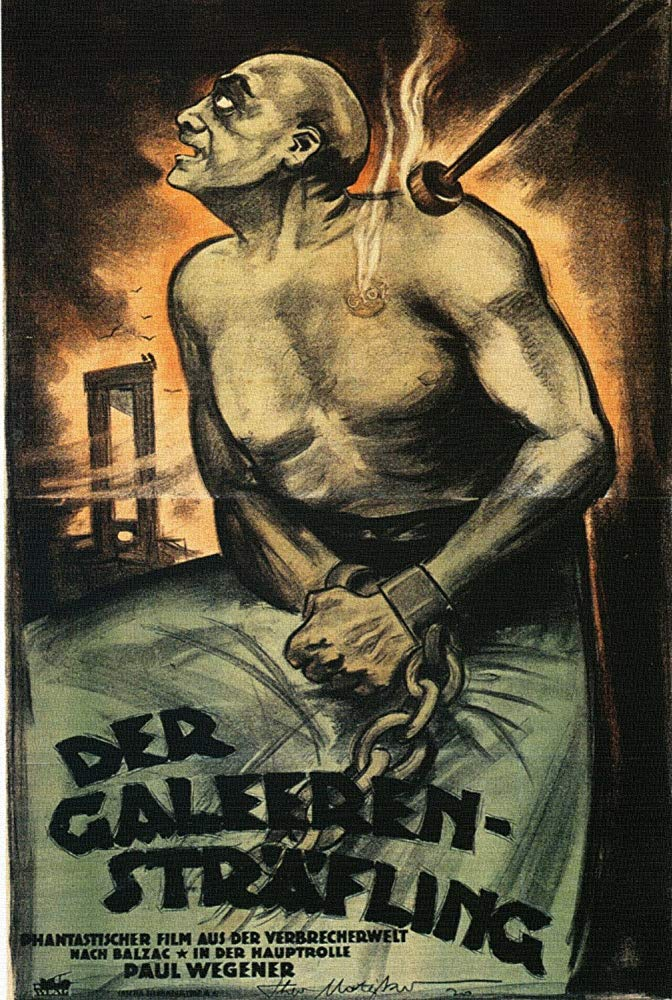
Афиша фильма «Галерный раб» (1919)

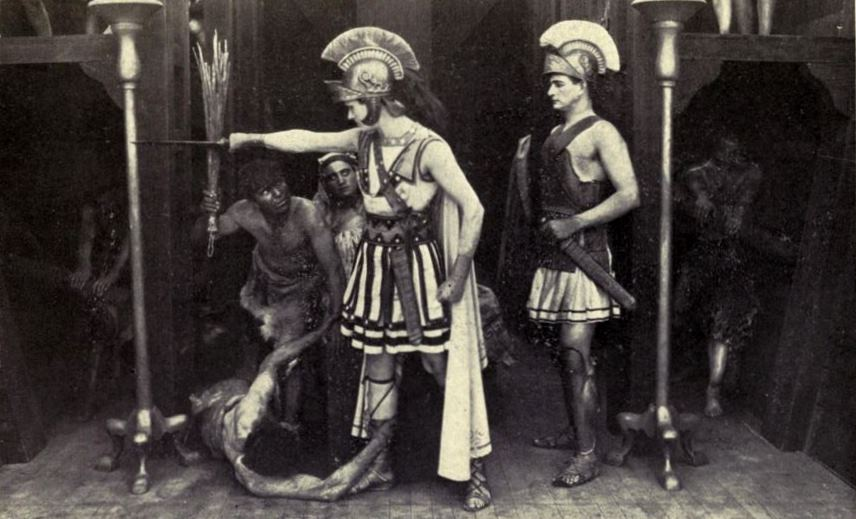
Финтий спасает наказанного розгами галерного раба. Кадр из фильма «Дамон и Финтий» (1914)

Тема галерного рабства в той или иной степени отражена в следующих произведениях:

### Художественная литература
- Анжелика (серия книг)
- Бен-Гур: история Христа
- Вольпоне, или Лис
- Даго (комикс)
- Емшан (повесть)
- Золотой человек (роман)
- Кулл-завоеватель
- Морской ястреб (роман)
- Ойкумена (роман)
- Приключения Конана-варвара
- Проклятие Шалиона (роман)
- Ртуть (роман)
- Рыжий Орм
- Соломон Кейн

### Кинематограф
- Галерный раб[англ.] (Италия, 1908)
- Дамон и Финтий (США, 1914, реж. О. Тёрнер)
- Галерный раб[англ.] (США, 1915, реж. Дж. Г. Эдвардс)
- Галерный раб[англ.] (Германия, 1919, реж. Р. Глизе и П. Вегенер)
- Галерный раб[англ.] (США, 1921, реж. Б. Фишер)
- Морской ястреб (США, 1924, реж. Ф. Ллойд)
- Бен-Гур (США, 1959, реж. У. Уайлер)
- Неукротимая Анжелика (Франция, 1967, реж. Б. Бордери)
- Анжелика и султан (Франция, 1968, реж. Б. Бордери)
- Чёртова дюжина (СССР, 1970, реж. В. Жилин)
- Россия молодая (СССР, 1981, реж. И. Гурин)
- Русь изначальная (СССР, 1985, реж. Г. Васильев)
- Мошенники как и мы (Италия, 1987, реж. М. Моничелли)
- Бейбарс (СССР, 1989, реж. Б. Мансуров)
- Султан Бейбарс (СССР—Египет, 1989, реж. Б. Мансуров)
- Бен-Гур (США, 2016, реж. Т. Бекмамбетов)